# Graffiti glosář

Graffiti glosář uvádí některé pojmy a fráze, které slouží k popisu různých druhů, stylů a dalších aspektů graffiti a s ním spojené subkultury, která si v průběhu let vytvořila vlastní žargon. Stejně jako u ostatních žargonů a hovorových výrazů se některé z těchto termínů mohou lišit v rámci času i prostoru a nabývat  různých významů.
Slovní zásoba je z velké části odvozena z americké angličtiny a je srozumitelná po celém světě. V neanglicky mluvících zemích se termíny často přejímají bez překladu. Někteří členové scény však anglické termíny odmítají a raději používají srovnatelná slova ze svého vlastního jazyka.

## A
antistyl (anglicky anti-style, ignorant style)
Styl popírající zaběhlá pravidla struktur tvorby písma.

## B
backjump
Akce během které dojde k rychlému provedení tagu, throw upu nebo piecu na dočasně odstaveném dopravním prostředku.
blockbuster
Graffiti obrovských rozměrů, které nejčastěji obsahuje jednoduše čitelné písmo zarovnané do bloků. Blockbustery se z důvodu jejich rozsahu nachází na méně frekventované lokaci, z které je však lze pozorovat z míst s vysokou frekvencí osob.
bombing
Zasažení oblasti v krátkém časovém období velkým počtem graffiti, nejčastěji throw upy a rychlejšími piecy.
buff (buffnout)
Odstranění graffiti formou vyčištění nebo přetření daného povrchu.
burner phone
Většinou laciný telefon určený pro anonymní komunikaci a jiné používání, po kterém může být zničen, ,,spálen’’ (z anglického "burn"). Z tohoto důvodu je přitažlivý pro aktéry tvořící graffiti, neboť znemožňuje vystopování dané osoby, která z něho komunikovala.

## C
cap
Tryska.
Cargo (Cargáče)
Nákladní vagóny.
crew (krew, cru)
Uskupení graffitistů, kteří se ho rozhodli zformovat skupinu se specifickým názvem. Počet členů se může měnit v návaznosti na případný nábor, čistku nebo opouštění. Hlavním rozdílem ve vztahu ke gangům je, že hlavním cílem crew je tvořit graffiti. 

## D
divoký styl (anglicky wildstyle)
Styl kombinující složitou strukturu písma a efektů, které znemožňuje jeho čitelnost nezúčastněným pozorovatelům.

## E
etch
Kyselý roztok umožňující naleptání skla a vytvoření graffiti, které je nemožné odstranit.

## F
fat cap
Tryska umožňujíc široké pokrytí plochy.

## H
hollow
Graffiti postrádající výplň; obrys.

## Ch
charakter (charáč)
Bytost, postavička; graffiti obsahující motivy a rysy postav.

## K
kaligraffiti
Spojení tradiční kaligrafie s graffiti.
krysa (anglicky snitch)
Urážka osoby, která informuje policii nebo jiný orgán ohledně porušování zákonů a jiných pravidel.

## L
legál
Plocha speciálně vymezená pro tvorbu legálního graffiti a street artu.

## O
one (přípona)
Přípona připojujíc se za pseudonym autora.

## P
piece
Jeden ze tří základních druhů graffiti s nejvyšší náročností na jeho provedení.
pixo (portugalsky pichação, pixação)
Označení pro specifický styl tagů spojený s volným lezením a slaňováním, který pochází z Brazílie.

přejet (anglicky to cross – crossnout)
Skutečnost během které dojde buď k úplnému či částečnému překrytí graffiti, graffiti jiným, což v některých případech může vyvolat spor mezi aktéry.

## R
roller graffiti (roller)
Graffiti vytvořené za pomoci barvy z kbelíku a malířských válečků.

## S
sprejer
Pejorativní označení osoby produkujíc graffiti či jinou tvorbu v rámci veřejného prostoru za pomoci barvy ve spreji.
straight letters
Piece obsahující základní strukturu písma, běžně známou pro nezúčastněné aktéry, která je lehce čitelná.

## T
tag (taggování)
Podpis; základní kámen graffiti, ze kterého se vyvinuly ostatní druhy jako throw up a piece.
throw up
Jeden ze tří základních druhů graffiti.
toy
Amatér z pohledu graffiti komunity.

## W
whole car
Graffiti, svými rozměry, přes celý vagón, autobus.
whole train
Graffiti přes celou soupravu vagónů.
writer
Tvůrce graffiti.

## Z
zhol (být zholen)
Chycení policií.

## Galerie s příslušnou terminologií

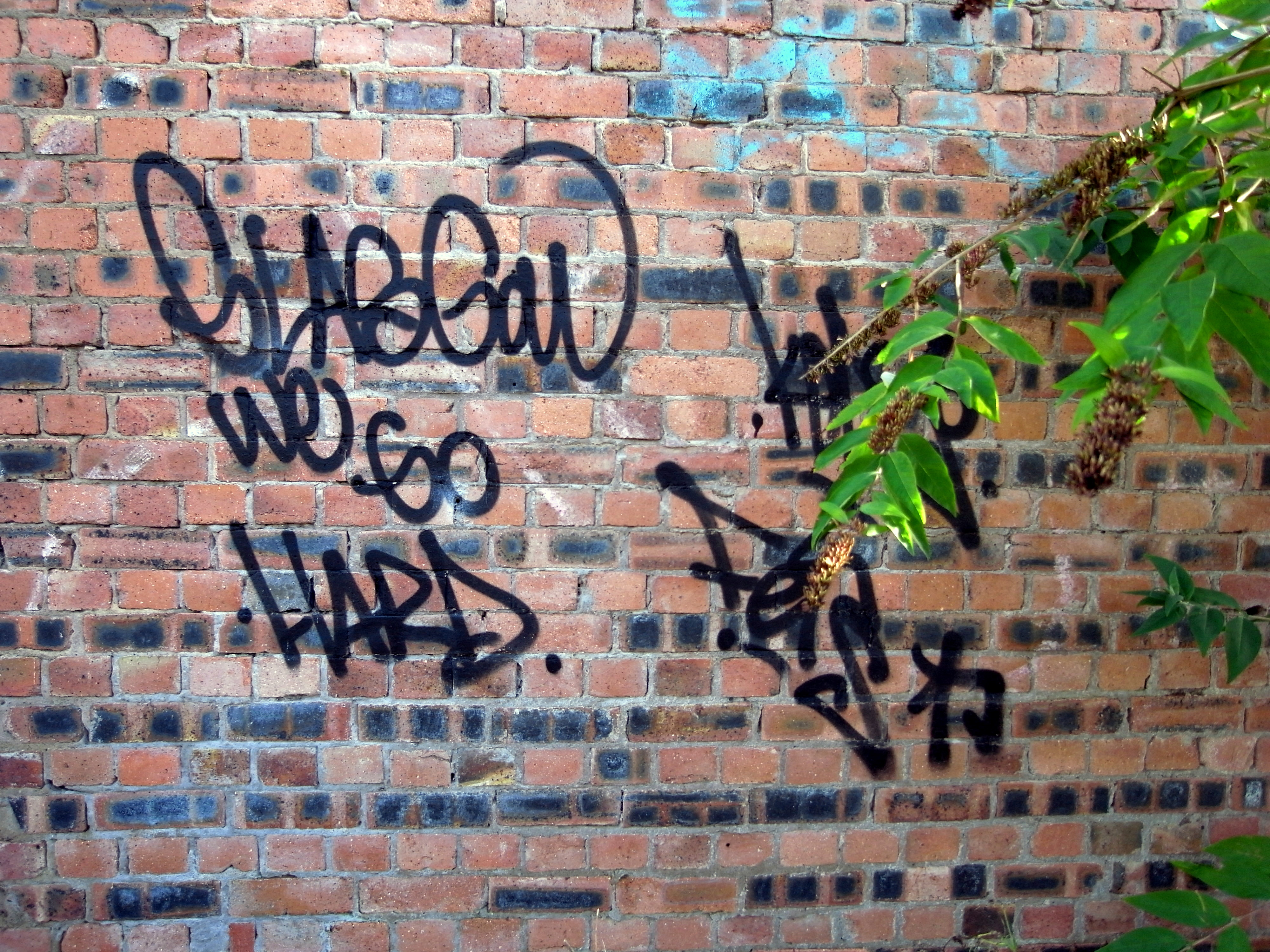
tagy
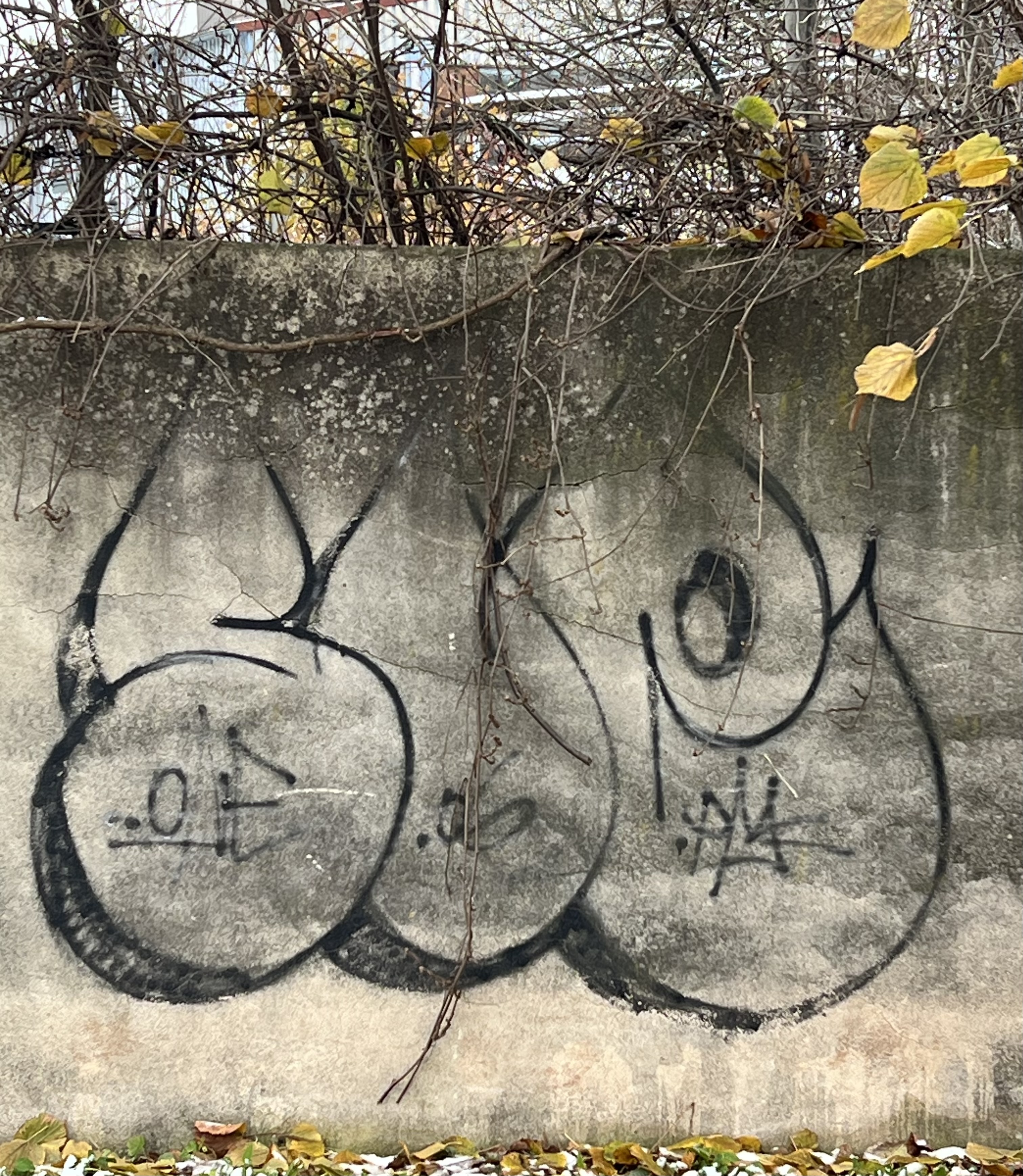
throw up
wildstyle
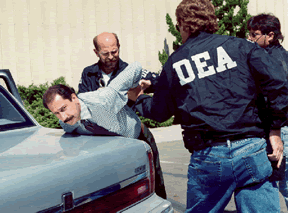
zhol